# Трусков, Александр Фёдорович
Александр Фёдорович Трусков — советский хозяйственный, государственный и политический деятель.

## Биография
Родился в 1905 году в Тугутуе. Член ВКП(б) с 1928 года.
С 1925 года — на хозяйственной, общественной и политической работе. В 1925—1958 гг. — ответственный секретарь Иркутского районного комитета Союза сельскохозяйственных рабочих, в РККА, инструктор окружного отдела Союза сельскохозяйственных рабочих, председатель Черемховского районного Совета профсоюзов, председатель, инспектор охраны труда ЦК профсоюза рабочих животноводческих совхозов, инструктор Сельскохозяйственного отдела Иркутского областного комитета ВКП(б), 1-й секретарь Эхирит-Балагатского аймачного комитета ВКП(б), 2-й, 1-й секретарь Усть-Ордынского (Бурят-Монгольского) окружного комитета ВКП(б), в РККА, заместитель, 1-й заместитель председателя Исполнительного комитета Иркутского областного Совета, начальник Иркутского областного управления совхозов, управления по подготовке водохранилища Братской гидроэлектростанции.
Избирался депутатом Верховного Совета РСФСР 3-го созыва.
Умер до 1985 года. 